# 克拉姆羅德 (阿肯色州)
克拉姆羅德（英語：Crumrod）是位於美國阿肯色州菲利普斯縣的一個非建制地區。該地的面積和人口皆未知。

## 地理
克拉姆羅德的座標為34°08′55″N 90°58′54″W / 34.14861°N 90.98167°W，而該地的平均海拔高度為49米（即161英尺）。